# Schizopera anomala
Schizopera anomala är en kräftdjursart som beskrevs av Coull 1971. Schizopera anomala ingår i släktet Schizopera och familjen Diosaccidae. Inga underarter finns listade i Catalogue of Life.